# Hunters Creek Village
Hunters Creek Village város az Amerikai Egyesült Államok Texas államában, Harris megyében. Lakosainak száma 4385 fő (2020. április 1.).

## Népesség
A település népességének változása:

| 2010 | 4 367 |
| 2020 | 4 385 |